# IC 2031
IC 2031 — галактика типу C (компактна галактика) у сузір'ї Ерідан.
Цей об'єкт міститься в оригінальній редакції індексного каталогу.